# Kalahandi (stato)
Lo Stato di Kalahandi (detto anche stato di Karond) fu uno stato principesco del subcontinente indiano, avente per capitale la città di Bhawanipatna.

## Storia
Quello di Kalahandi era lo stato più grande dei 26 feudatari di Odisha. Secondo la tradizione locale, lo stato si originò con il raja Raghunath Sai della dinastia Naga che iniziò a governare l'area di Kalahandi nel 1005.
Nell'agosto del 1947 il Kalahandi divenne parte della Eastern States Union, un'entità statale costituita nel Rajpur contenente gran parte degli stati di Orissa e Chhattisgarh. La Eastern States Union venne dissolta nel 1948. Lo stato entrò così a far parte della repubblica indiana ed è oggi parte del distretto di Kalahandi.

## Governanti

### Raja
- 1005 - 1040 Raghunath Sai
- .......... (20 raja)
- 1693 - 1721 Jugasai Deo III
- 1721 - 1747 Khadag Rai Deo
- 1747 - 1771 Raisingh Deo III
- 1771 - 1796 Purusottam Deo
- 1796 - 1831 Jugasai Deo IV
- 1831 - 1853 Fateh Narayan Deo
- 1853 -  7 aprile 1881 Udit Pratap Deo                    (n. 1839? - m. 1881)
- 7 aprile 1881 – 20 ottobre 1897 Raghu Kesari Deo                   (n. 1871 - m. 1897)
- 20 ottobre 1897 - 1926 Brij Mohan Deo                     (n. 1896 - m. 1939)

#### Maharaja
- 1926 - 19 settembre 1939 Brij Mohan Deo                     (s.a.)
- 19 settembre 1939 – 15 agosto 1947 Pratap Kishor Deo                  (n. 1919 - m. 2001)